# Hiéroglyphe égyptien C17
Le hiéroglyphe égyptien C17 (Montou assis) est classifié dans la section C « Divinités anthropomorphes » de la liste de Gardiner ; il y est noté C17.

## Représentation
Il représente le dieu Montou sous forme hiéracocéphale (falco peregrinus) assis portant les doubles plumes, le disque solaire et tenant la croix ânkh.
Il est translittéré Mnṯw.

## Utilisation
| mn · n · T | w | C17 |

| mn · n · T | w | C17 |

sous le Moyen Empire sinon à partir de la XIXe dynastie.